# Heroes of Might and Magic V: Tribes of the East
 (août 2016).
Si vous disposez d'ouvrages ou d'articles de référence ou si vous connaissez des sites web de qualité traitant du thème abordé ici, merci de compléter l'article en donnant les références utiles à sa vérifiabilité et en les liant à la section « Notes et références ».
Heroes of Might and Magic V: Tribes of the East est la seconde extension du jeu au tour par tour Heroes of Might and Magic V et le premier pack en version stand-alone réalisé pour cette cinquième série. Cette extension a été développée par Nival Interactive et produite par Ubisoft Entertainment. Le jeu est sorti le 12 octobre 2007 en Europe et le 25 octobre en Amérique du Nord et en Russie.

## Nouvelles fonctionnalités
L'extension Tribes of The East corrige certains bugs et améliore le gameplay. De nouvelles fonctionnalités ont vu le jour :
- Une nouvelle race, les orcs, a été ajoutée. Cette faction a son gameplay essentiellement basé sur l'attaque en y intégrant un système de bonus d'attaque, nommé "rage", lors de l'attaque et un malus en cas de défense. Les unités de cette race sont issus de l'imaginaire courant tels que Gobelins, Centaures, ou encore Cyclopes.
- La possibilité pour chaque créature du jeu, de la faire évoluer en une créature alternative supplémentaire. Le joueur dispose donc de deux choix pour faire évoluer sa créature. Ces évolutions ne sont pas cumulatives, ni permanente et le joueur peut à tout moment changer sa créature évoluée pour l'autre évolution.
- Continuant l'histoire de l'extension Heroes of Might and Magic V: Hammers of Fate, trois campagnes complètes composant une même trame de l'histoire. La première concerne la faction Nécropole avec comme héros récurrent Arantir. La seconde s'intéresse à la nouvelle faction des orcs et ses leaders Gotai et Kujin. La campagne finale concerne la faction académie, avec le Magicien Zéhir, issu d'une des campagnes originales de HoMMV, formant une alliance avec les autres factions contre les forces démoniaques. Un prologue d'une seule mission permet également d'introduire la faction orc.
- L'interface de combat a été revue pour que l'accès à certains sorts soit facilité, comme pour les runes magiques. De nouveaux sorts ont fait leur apparition pour contrebalancer les combats et ajouter plus de possibilités au gameplay.
- L'éditeur de carte a été redéfini pour aider les créateurs de campagnes et permet le support des cartes des versions précédentes du jeu avec un terrain étendu et la possibilité de création de textures.
- Beaucoup d'artefacts font partie maintenant de sets qui donnent des bonus lorsqu'ils sont portés ensemble. Ils sont également transportés d'une mission à l'autre lors des campagnes originales.
- Certaines compétences raciales ont été retravaillées, et en particulier les nécromanciens. Au lieu de réveiller uniquement des squelettes, les nécromanciens peuvent désormais réveiller n'importe quelle créature de la faction nécropole, à condition que le joueur dispose d'assez de flux noir et que les corps adéquats soient disponibles (Les dragons fantômes ne peuvent être issus que de dragons par exemple).

## Nouvelle faction

### Les orcs
Les orcs sont des guerriers sauvages qui ne vivent que pour combattre. Les héros orcs sont incapables d'apprendre les sorts des autres factions, sauf en ce qui concerne les sorts d'aventure. À la place, ils doivent utiliser le mana avec des cris de guerre qui augmente la force de leur troupes. Toutes les créatures, à l'exception des vouivres et de leurs évolutions reçoivent des points de rage au combat pour la plupart de leurs actions, qui permet d'absorber une partie des dommages qu'ils reçoivent, et qui accroit leur force quand un certain niveau est atteint. En cas d'ordre d'attente ou d'ordre de défense, la créature perd un certain nombre de points de rage. Leur nature semi-demonique fait qu'ils sont affectés par le sort "mot de lumière".

### Unités
| base           | évolution          |
| -------------- | ------------------ |
| Gobelins       | Piégeurs Gobelins  |
| Centaures      | Nomades Centaures  |
| Guerriers      | Vétéran            |
| femme médecine | Filles du ciel     |
| Féroces        | Bourreaux          |
| Vouivres       | Vouivres venimeuse |
| Cyclopes       | Cyclopes déchainés |

### Caractéristiques raciale
Rage

### Héros
Barbare

## Histoire

### La volonté d'Asha
Le nécromancien Arantir est conduit par la déesse Asha pour combattre les cités Havre qui ont été corrompues. Il rencontre une chevalier noir, Ornella, qui lui a été présenté par le vampire Giovanni. Avec Ornella, devenue Nécromancienne, Arantir se dirige vers la ville de Flammschrein, la ville sainte corrompue par Orlando le démoniste. Après avoir battu Orlando, Arantir visite les ruines de Flammschrein et libère un morceau de l'âme de la vraie reine Isabel. Faisant cela, la succube qui se faisait passer pour la reine Isabel est révélée au grand jour, l'obligeant de changer ses plans et de prendre la capitale par la force.

### Honorer nos ancêtres
(Campagne aussi dénommée "pour l'honneur de nos pères")
Au même moment (comme cela est révélé plus tard), le jeune Orc Gotai prend la tête des clans orcs dans le but de détruire les démons. Pour cela il doit commencer par suivre un rite initiatique et rallier les autres chefs orcs à sa cause en envoyant Kujin, la chamane, pour rassembler une grande armée. Gotai choisit de d'honorer l'âme de Kunyak, le plus grand des orcs qui mena les orcs vers la liberté en reprenant la cité originelle des orcs, Shahibdiya. Après cela il bat Alaric, devenu fou après avoir vu que la reine était la succube Biara.

### À la rescousse
Après la mort d'Alaric, Gotai et Kujin rencontrent Zehir qu'ils rallient à leur cause commune. Zehir cherche dans un premier temps Raelag qu'il considère comme la meilleure source pour savoir la vérité sur la reine Isabel. Comme il ne le trouve pas, il s'allie avec Ylaya pour éliminer les elfes noirs rebelles. Il traverse ensuite les duchés de l'empire du Griffon où il doit aider Duncan et Freyda à combattre les forces démoniques. Il ne participe pas directement à la bataille, mais il exécute un rite qui permet d'identifier les démons déguisés en humains. Ceux qui servaient la fausse reine s'aperçoivent alors de leur erreur et rejoignent Zehir. Après que Duncan et Freyda eurent battu les démons, ils s'accordent à aider Zehir dans la bataille finale.
Zehir voyage ensuite vers les mines des nains pour s'assurer de leur aide, mais Wulfstan refuse d'aider Zehir dans un premier temps. Zehir doit trouver Arkath, le Dieu du feu des nains. Ce dernier assure que Wulfstan doit être roi des nains ce qui lui permet de venir en aide à Zehir.
Zehir voyage enfin vers Gardeserre, la capitale de l'empire du Griffon, envahi de démonistes. Alors qu'il de fraie un chemin vers la capitale, ses alliés détruisent les cités démonistes en sous sol et bloquent Biara dans sa fuite. Ceci fait, Zehir fait le siège de Gardeserre et affronte finalement Biara, quand la vraie reine Isabel apparait pour tuer Biara. L'empire est lourdement endommagé et Isabel, fatiguée des évènements place Freyda sur le trône, qui proclame la fin de l'empire du Griffon et le début de l'empire de la licorne.

## Accueil
| Tribes of the East |      |       |
| Média              | Pays | Notes |
| Gamekult           | FR   | 7/10  |
| GameSpot           | US   | 55 %  |
| Jeuxvideo.com      | FR   | 16/20 |
| Joystick           | FR   | 6/10  |